# Десульфатизація вод
Десульфатизація вод (рос. десульфатизация вод, англ. desulphatisation of waters) — біогенний анаеробний процес відновлення сульфатів, які містяться у водах, до сірководню за рахунок окиснення вуглецю, органічної речовини. Десульфатизація вод відбувається у застійних водах морських та континентальних водойм, а також у підземних водах зони гіпергенезу і є однією з причин метаморфізації підземних вод. Процес особливо розвинений у водах нафтових родовищ, де він здійснюється шляхом окиснення нафти біоценозом бактерій (включно з сульфатредукуючими бактеріями).